# Jarosław Matusiak
Jarosław Matusiak (ur. 15 lutego 1965 w Ostrowi Mazowieckiej) – polski piłkarz, grający na pozycji bramkarza i trener piłkarski.

## Kariera piłkarska
Wychowanek Ostrovii Ostrów Mazowiecka. W swej niezwykle bogatej karierze klubowej 18 razy wystąpił na boiskach Ekstraklasy w barwach klubów: GKS Jastrzębie, Olimpia Poznań, Warta Poznań i Szczakowianka Jaworzno. Po pobycie w Piaście Gliwice, grał już tylko na poziomie amatorskim. Karierę piłkarską zakończył w 2006, jednak dwa lata później występował jeszcze w Górniku Brzeszcze. 16 maja 2009, już jako trener bramkarzy GKS-u Jastrzębie, niespodziewanie wystąpił w meczu ligowym, 31. kolejki I ligi sezonu 2008/2009, przeciwko Podbeskidziu Bielsko Biała. Powodem jego występu była niedyspozycja podstawowego i rezerwowego bramkarza. Matusiak w ostatniej minucie meczu popisał się paradą, dzięki której mecz zakończył się remisem 2:2.

## Kariera trenerska
W 2003 i 2005 był grającym trenerem kolejno: Sokoła Zabrzeg i Górnika Brzeszcze.
Od 2009 do 2014 Matusiak był trenerem bramkarzy GKS-u Jastrzębie.
12 stycznia 2013 został trenerem bramkarzy w Podbeskidziu Bielsku-Biała. Po dwóch miesiącach, w marcu 2013, zrezygnował z przyczyn osobistych, z obejmowanej funkcji w klubie, jednak w mediach pojawiły się informacje, że może mieć to związek z zarzutami prokuratorskimi. 
25 czerwca 2019 dołączył do sztabu trenerskiego Łukasza Surmy, w Garbarni Kraków, jako trener bramkarzy. Z klubu odszedł 27 sierpnia 2020.